# Koper (département)
Pour les articles homonymes, voir Koper.
Cet article concerne le département et la commune rurale. Pour le village chef-lieu, voir pirkouon (Burkina Faso).
Koper, parfois orthographie Kopper, est un département et une commune rurale de la province de l’Ioba, situé dans la région du Sud-Ouest au Burkina Faso.

## Géographie

### Démographie
- En 2003, le département comptait habitants estimés[2].
- En 2006, le département comptait 16 305 habitants recensés[3].
- En 2019, le département comptait 28 637 habitants recensés[1].

## Administration

### Villages
Le département et la commune rurale de Koper est administrativement composé de vingt villages, dont le village chef-lieu homonyme (données de population consolidées en 2012 issues du recensement général de 2006) :
- Babora (730 habitants)
- Béné (892 habitants)
- Bingané (1 092 habitants)
- Binkola (541 habitants)
- Boulmontéon (624 habitants)
- Dalgané (1 237 habitants)
- Dibgho (872 habitants)
- Gorgané (680 habitants)
- Gourpouo (435 habitants)
- Koper (964 habitants)
- Kpaï (1 173 habitants)
- Lopal (440 habitants)
- Mémer (1 231 habitants)
- Mougnoupélé (1 041 habitants)
- Soo-Vovor (669 habitants)
- Tangbé (603 habitants)
- Toulpouo (855 habitants)
- Zingané (479 habitants)
- Zoner (989 habitants)
- Zopal (758 habitants)

## Santé et éducation
Le département comprend trois centres de santé et de promotion sociale (CSPS), situés à Babora, Gourpouo et Mémer. Le centre médical (CM) le plus proche est situé à Dissin. Le centre médical avec antenne chirurgicale (CMA) est situé à Dano, le chef-lieu de la province. Le centre hospitalier régional (CHR) le plus proche est situé à Gaoua (le chef-lieu de la région, dans la province du Poni).